# Карлскуга (комуна)
Комуна Карлскуга (швед. Karlskoga kommun) — адміністративно-територіальна одиниця місцевого самоврядування, що розташована в лені Еребру у центральній Швеції.
Карлскуга 181-а за величиною території комуна Швеції. Адміністративний центр комуни — місто Карлскуга.

## Населення
Населення становить 29 573 чоловік (станом на вересень 2012 року). 
| Кількість населення комуни Карлскуга за 1810-2010 роки | Кількість населення комуни Карлскуга за 1810-2010 роки | Кількість населення комуни Карлскуга за 1810-2010 роки | Кількість населення комуни Карлскуга за 1810-2010 роки | Кількість населення комуни Карлскуга за 1810-2010 роки |
| ------------------------------------------------------ | ------------------------------------------------------ | ------------------------------------------------------ | ------------------------------------------------------ | ------------------------------------------------------ |
| Рік                                                    |                                                        |                                                        | Населення                                              |                                                        |
| 1810                                                   | 1810                                                   |                                                        | 4 447                                                  | 4 447                                                  |
| 1850                                                   | 1850                                                   |                                                        | 7 307                                                  | 7 307                                                  |
| 1900                                                   | 1900                                                   |                                                        | 10 693                                                 | 10 693                                                 |
| 1950                                                   | 1950                                                   |                                                        | 31 303                                                 | 31 303                                                 |
| 1970                                                   | 1970                                                   |                                                        | 39 706                                                 | 39 706                                                 |
| 1980                                                   | 1980                                                   |                                                        | 36 828                                                 | 36 828                                                 |
| 1990                                                   | 1990                                                   |                                                        | 33 869                                                 | 33 869                                                 |
| 2000                                                   | 2000                                                   |                                                        | 31 293                                                 | 31 293                                                 |
| 2010                                                   | 2010                                                   |                                                        | 29 668                                                 | 29 668                                                 |
| Джерело: SCB                                           |                                                        |                                                        |                                                        |                                                        |

## Населені пункти
Комуні підпорядковано 1 міське поселення (tätort) та низка сільських, більші з яких:
- Карлскуга (Karlskoga)
- Ліннебек (Linnebäck)
- Смедсторп (Smedstorp)
- Геґосен (Högåsen)
- Ґранбергсдаль (Granbergsdal)
- Брегордсенгарна (Bregårdsängarna)

## Міста побратими
Комуна підтримує побратимські контакти з такими муніципалітетами:
- Комуна Фредрікстад, Норвегія
- Ріігімякі, Фінляндія
- Ольборг, Данія
- Гусавік, Ісландія
- Сан-Ремо, Італія
- Івангород, Росія
- Нарва, Естонія

## Галерея

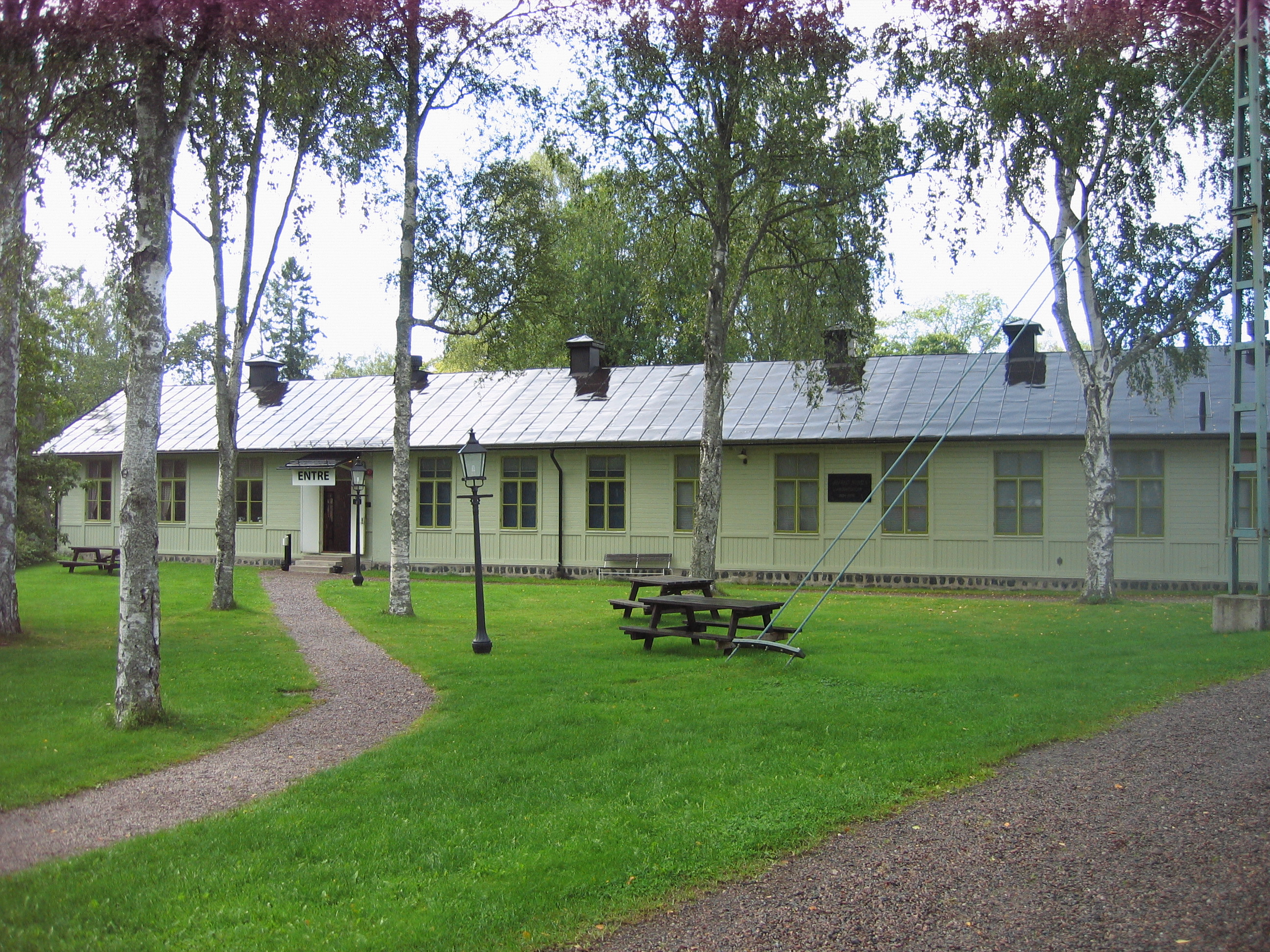
Музей Альфреда Нобеля
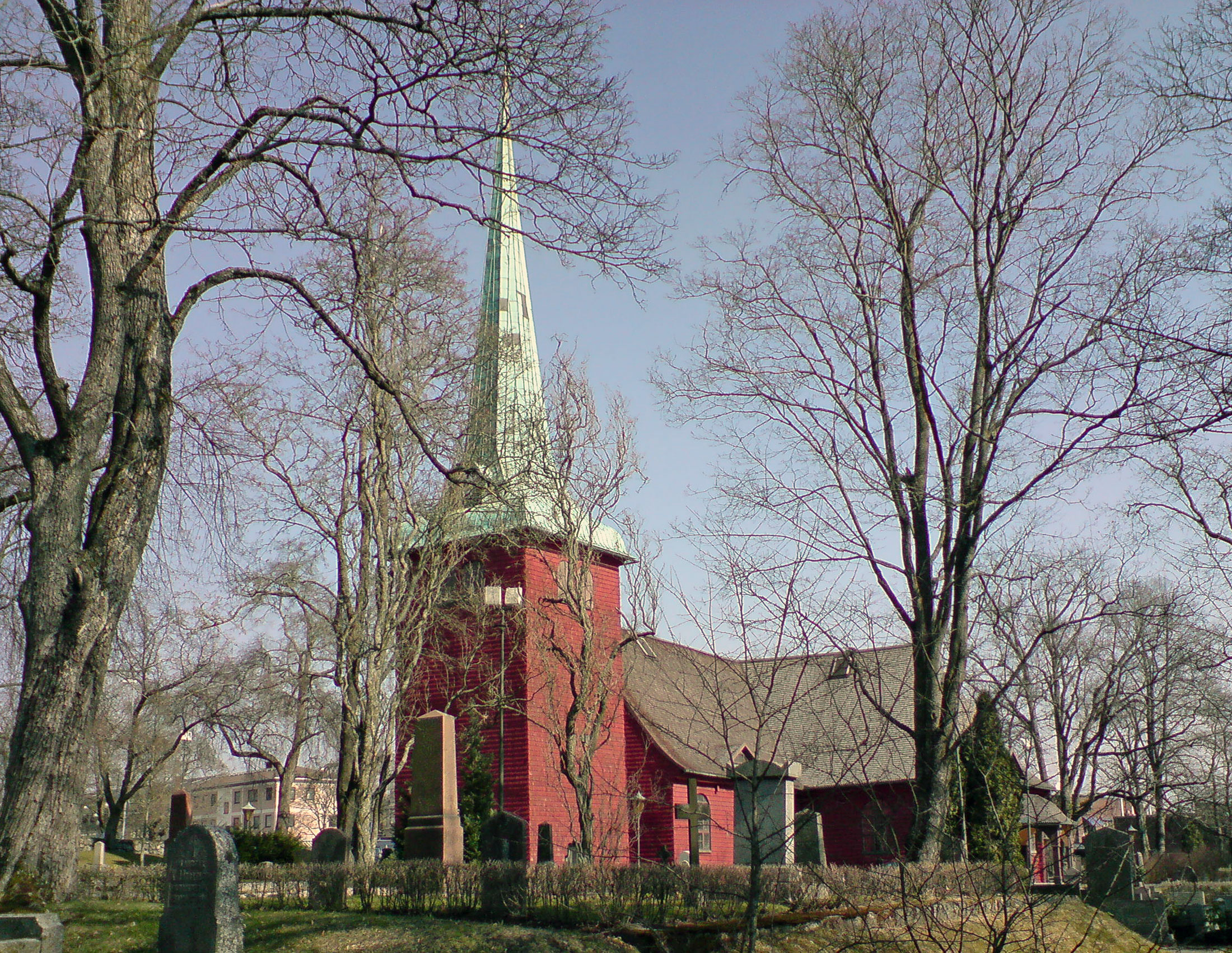
Церква (Карлскуга)
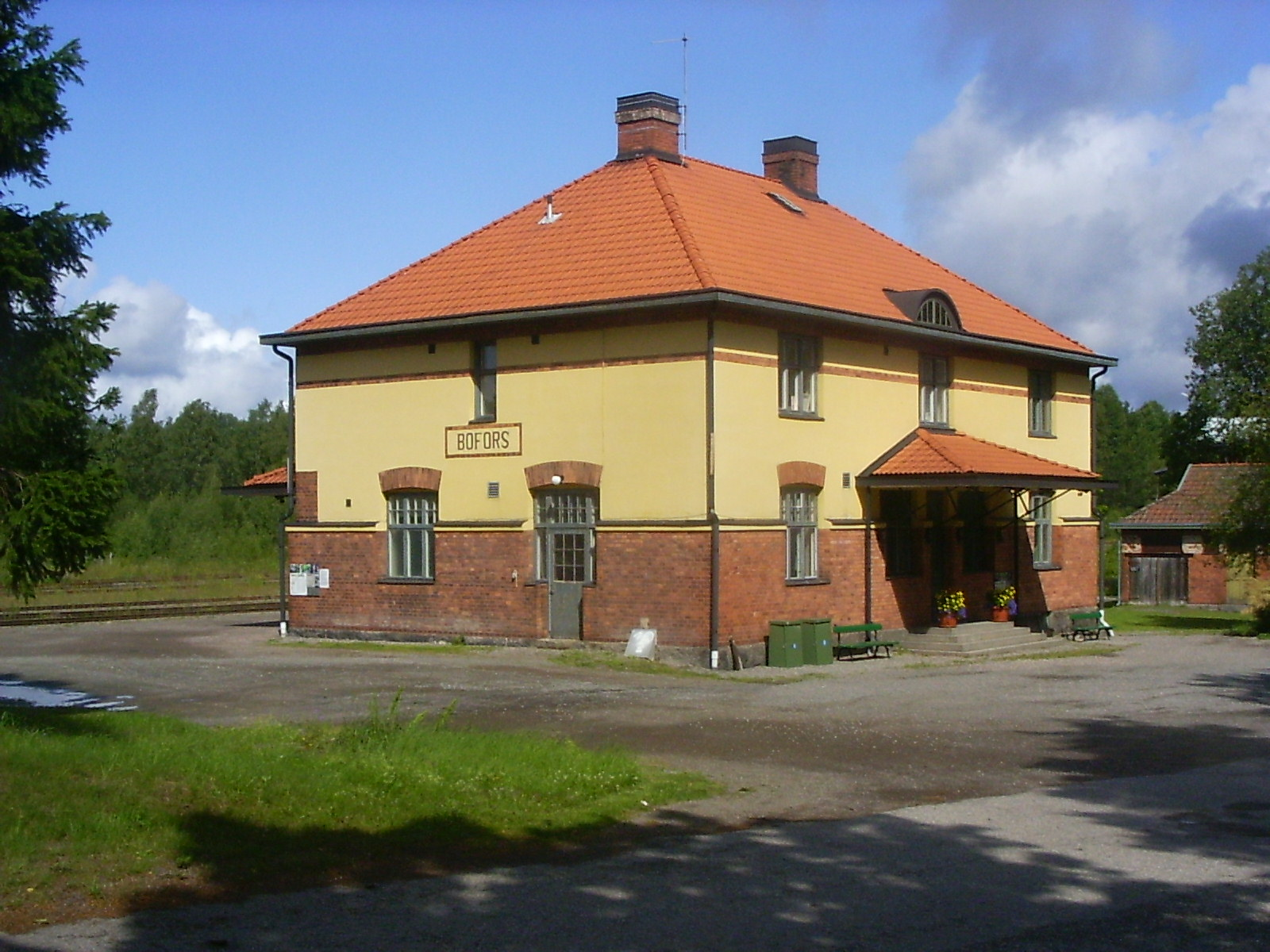
Залізнична станція Буфорс
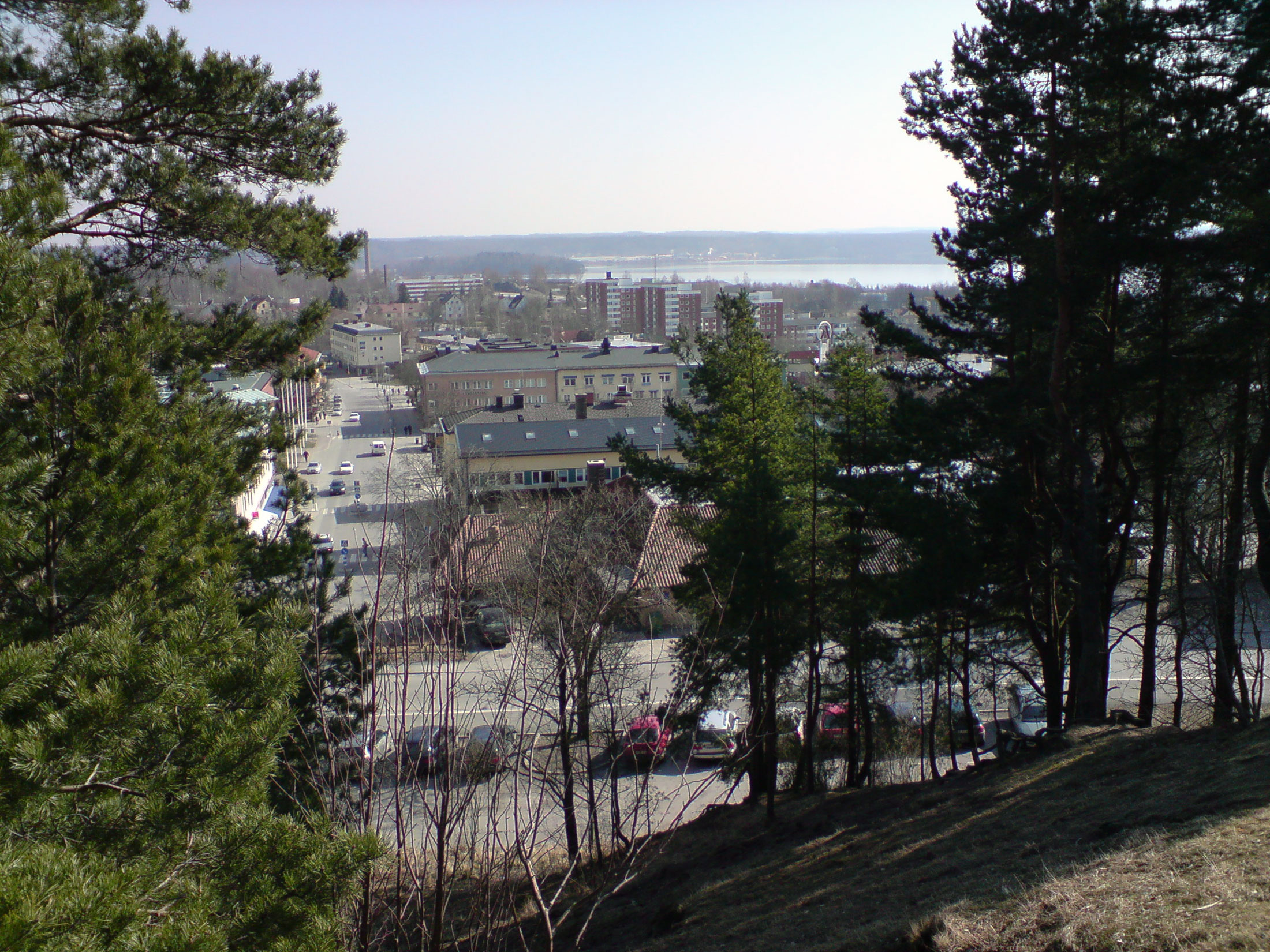
Вид на Карлскугу

## Виноски
1. ↑  Folkmangd i riket, lan och kommuner (шв.) . Центральне бюро статистики Швеції. Архів оригіналу за 20 серпня 2013. Процитовано 10 лютого 2013.